# Adam Asnyk

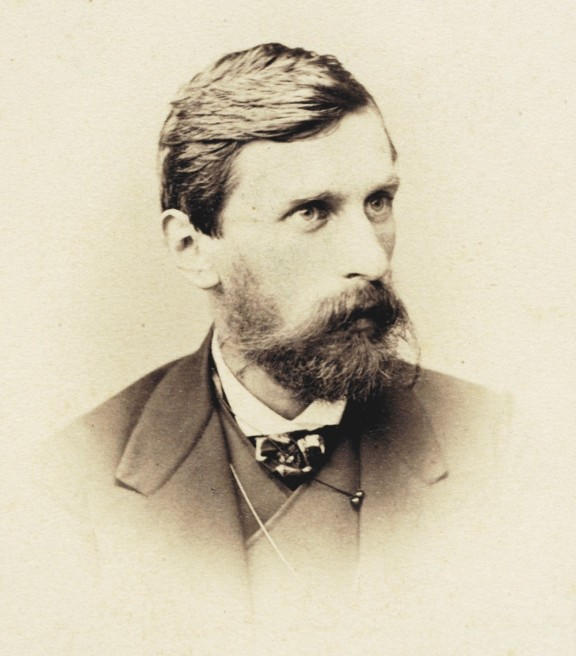
Adam Asnyk

Adam Prot Asnyk (* 11. September 1838 in Kalisch, Russisch-Polen; † 2. August 1897 in Krakau) war ein polnischer Lyriker und Dramatiker der Epoche des Positivismus.

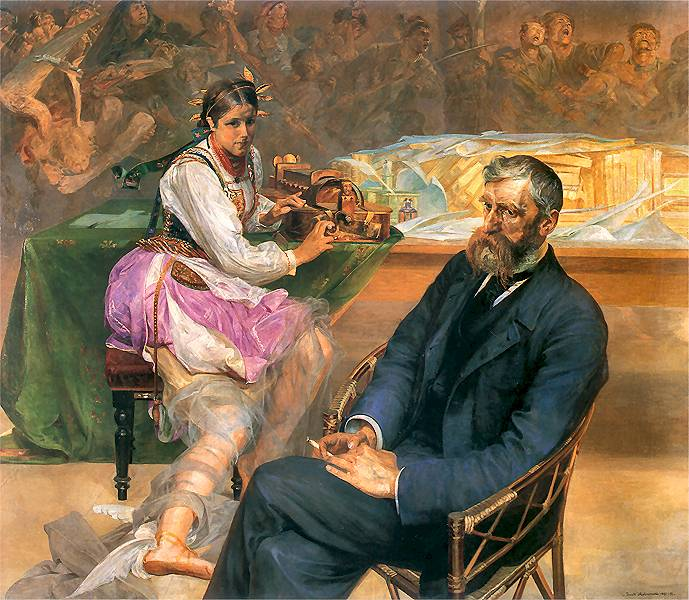
Jacek Malczewski: Adam Asnyk und Muse, 1895–1897

## Leben
Asnyk stammte aus einer Adelsfamilie deutscher Herkunft, die im 17. Jahrhundert aus Schlesien nach Kalisch einwanderte. Sein Vater Kasimir (Kazimierz; † um 1875) war Offizier der polnischen Armee während des Aufstandes von 1830: In der Schlacht bei Grochow gefangen genommen, wurde er nach Sibirien verbannt und kehrte erst nach sechs Jahren zurück; die Mutter, Konstancja geb. Zagórowska († 1871) stammte aus einer nach 1830 depossedierten Adelsfamilie des Kreises Kalisch. Trotz aller Vorurteile des adligen Standes gegen kaufmännische oder handwerkliche Beschäftigung wurde der Vater Lederhändler in Kalisch und erwarb dadurch ein bedeutendes Vermögen. Der Sohn erhielt eine sehr sorgfältige Erziehung im Geiste des romantischen Nationalismus.

### Studien
Im Jahre 1849 begann Adam seine Ausbildung an der Städtischen Realschule in Kalisch, die heute seinen Namen trägt (Adam-Asnyk-Lyzeum). Nach vier Jahren legte er das sog. Kleine Abitur (Realexamen) ab; ein dreijähriges Privatstudium zu Hause folgte, er lernte intensiv Fremdsprachen, Chemie und Botanik. 1856 immatrikulierte sich Asnyk an der Hochschule für Landwirtschaft in Warschau, ging aber schon ein Jahr später zur Medizinisch-Chirurgischen Akademie in Warschau über. 1859 fuhr er nach Breslau und absolvierte dort zwei Semester des Medizinstudiums. 1861, nach einer Haft in der Warschauer Zitadelle und sechs Monaten Aufenthalt in Paris, immatrikulierte er sich in Heidelberg, wo er Vorlesungen in Politischer Ökonomie, Philosophie, Internationalem Recht und deutscher und römischer Rechtsgeschichte beiwohnte. Nach drei Jahren politischer Tätigkeit in der Heimat (siehe unten) kehrte er 1865 nach Heidelberg zurück, legte im nächsten Jahre Prüfungen in Politischer Ökonomie, Staatsrecht und Verwaltungsrecht ab und wurde Dr. phil. und Magister Artium.

### Politische Tätigkeit
Schon während seines ersten Studiums in Heidelberg bildete Adam mit einigen polnischen Kommilitonen einen geheimen Verein, der bei den Vorbereitungen zu einem Aufstand in Kongresspolen mitwirkte und liberale und sozialistische Ideen vertrat. Ende 1862 fuhr er mit zwei Freunden aus Heidelberg nach Warschau und schloss sich der Partei der „Roten“ an; im Herbst 1863 wurde er zum Mitglied der geheimen Nationalregierung und gehörte, wie der Geheimbericht des österreichischen Konsulats behauptete, zu den „Anarchisten, die ein Attentat gegen den Herrn Feldmarschall Berg ausführten“ (Graf Berg war russischer Generalgouverneur in Warschau). Nach der Auflösung der „roten“ Regierung durch den Diktator des Aufstandes Romuald Traugutt trat Asnyk in die Reihen der Kämpfenden ein, man weiß jedoch nicht, an welchen Gefechten er teilnahm. Anfang 1864 floh er nach Dresden und wollte dort eine Exilregierung organisieren; als dies misslang, fuhr er nach Heidelberg und nahm sein Studium wieder auf.

### Weiteres Leben

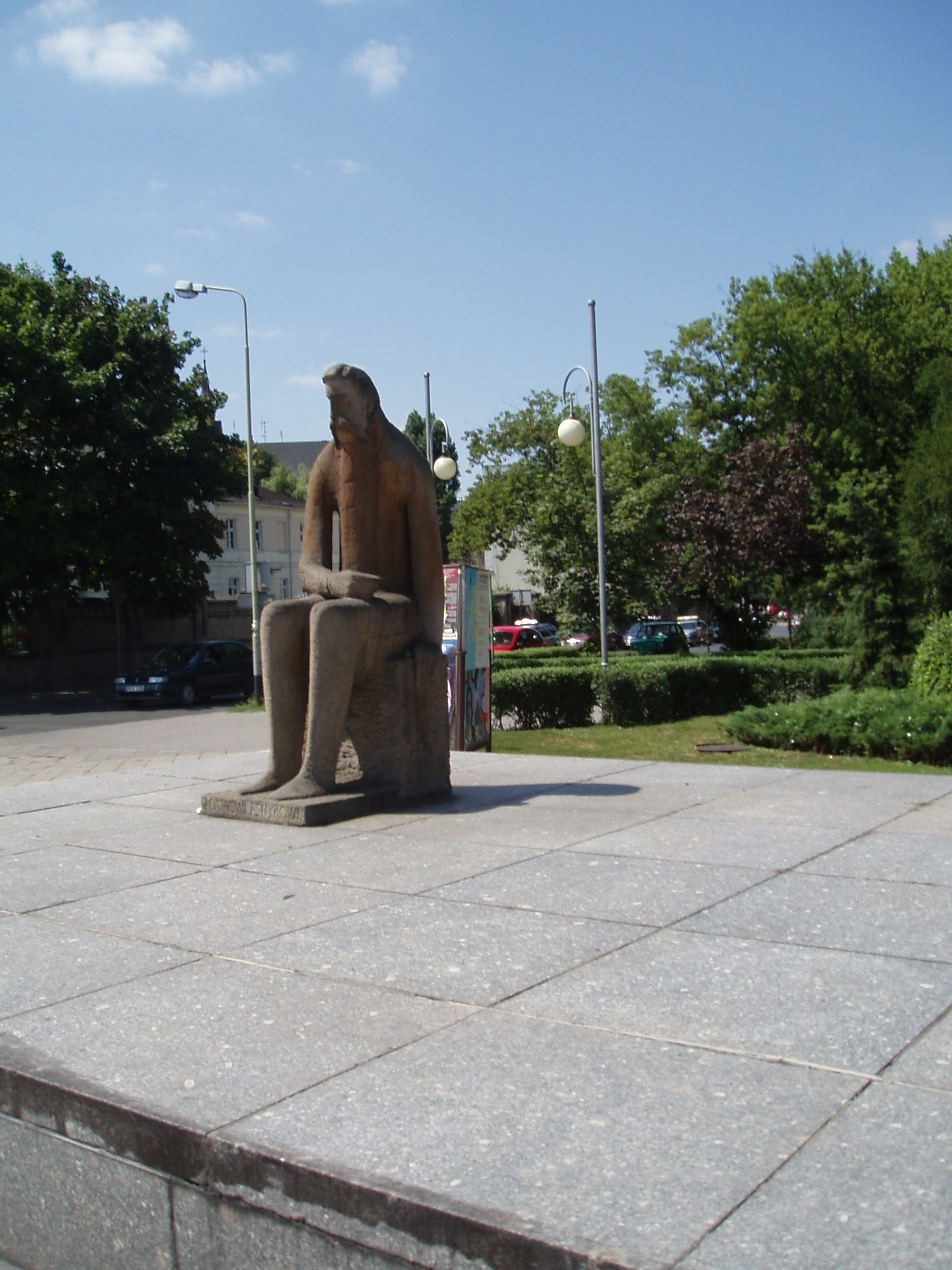
Asnyk-Denkmal in Kalisch, links im Hintergrund seine Schule

Nach der Rückkehr aus Heidelberg ließ sich Asnyk in Galizien nieder, zuerst im September 1867 in Lemberg und später ab 1870 in Krakau, wo er sich mit seinen Eltern wieder vereinte. Im Jahre 1875 heiratete er Zofia Kaczorowska, die aus der Provinz Posen stammte; sie starb schon nach einem Jahr und hinterließ Asnyk einen Sohn, Wlodzimierz. Dieser entwickelte sich jedoch zu einem „verlorenen Sohn“, wozu das frühe Fehlen der Mutter und die Melancholie des Vaters sicher beitrugen. Vier Jahre nach dem Tode des Vaters, nachdem er das ganze beträchtliche Vermögen vergeudet hatte, starb er in Paris durch Suizid. In Krakau war Asnyk als Redakteur verschiedener Zeitschriften tätig, er war u. a. ab 1889 Verantwortlicher Herausgeber der liberalen Zeitung Nowa Reforma (Neue Reform), in welcher er sowohl die Konservativen wie auch die Sozialisten bekämpfte. Ab 1889 war er auch Abgeordneter im Galizischen Landtag und Mitglied der Stadtverordnetenversammlung in Krakau. In beiden vertrat er die ungefähr als links-liberal einzuordnende Demokratische Partei.
Schon ab etwa 1880 litt Asnyk an schwerer Melancholie, deren Ursprung in seiner schwachen Gesundheit, dem Unglück im Familienleben und auch dem Scheitern seiner romantischen Vision eines neuerstandenen Polens lag. Der Dichter tröstete sich durch viele Reisen nach Italien und dem Fernen Osten, die aber nur wenig Besserung brachten. Ende April 1897 kam Adam von einer Italienreise zurück, von der er den Typhus mitbrachte, und starb nach ein paar Monaten. Adam Asnyk wurde in der Verdientengruft der Krakauer Skałka-Kirche bestattet, wo vor allem berühmte Verfasser und Maler ruhen. Seine Heimatstadt Kalisch gedachte seiner mit einer auf seinem Geburtshause angebrachten Gedenktafel (1957) und einem Denkmal (1970).

## Lyrisches Werk
Heute beinahe völlig vergessen (man begegnet einigen seiner Gedichte nur in Schulanthologien), galt Adam Asnyk in den letzten Jahrzehnten des 19. Jahrhunderts als der bedeutendste polnische Dichter seiner Zeit. Seine Werke fanden eine begeisterte Aufnahme unter den Zeitgenossen. Vor allem war er ein Meister der Form: Henryk Sienkiewicz sagte über seine Gedichte, dass sie „an die Arbeiten Benvenuto Cellinis erinnern“. Auch seine Sprache war klar und präzise und gleichzeitig sehr elegant. Asnyk debütierte als Epigone der Romantik in der Nachfolge von Heinrich Heine und Alfred de Musset; nach der nationalen Niederlage von 1863 wandte er sich dem Positivismus zu, ohne sich jedoch völlig zu den positivistischen Postulaten zu bekennen – er nahm eine Mittelstellung zwischen den beiden literarischen Richtungen ein. In der letzten Phase seines Lebens schuf er Gedankenlyrik, in der er sich der indischen Philosophie näherte, wo sich aber gleichzeitig Einflüsse von Schelling, Friedrich Rückert und Arthur Schopenhauer zeigen. Viele von seinen Gedichten wurden übersetzt (vor allem ins Deutsche) und vertont. Er schrieb auch Novellen und Dramen, die aber völlig vergessen sind.
Asnyks Philosophie ist laut Czesław Miłosz „stark geprägt vom wissenschaftlichen Evolutionismus des 19. Jahrhunderts, von der deutschen Philosophie des Idealismus und vielleicht von Słowackis philosophischen Ideen: Obwohl Bewegung nach unabänderlichen Gesetzen dem ganzen aus Atomen zusammengesetzten Universum zu eigen ist, gibt es eine über die Materie hinausgehende geistige Kraft, die alle Phänomene zur Vollendung führt und dadurch den blinden Tanz der Elemente mit Bedeutung erfüllt“.

## Werke
- Poezje, (Debüt), Lemberg 1869
- Poezje (vier Bände), Krakau–Lemberg 1872–1894
- Pisma zebrane (Gesammelte Werke), 1–2, Hg.: H. Schipper, Warschau 1938–1939
- Deutsche Übersetzung: Ausgewählte Gedichte, Wien 1887